# Grandiniochaete
Grandiniochaete is een monotypisch geslacht van schimmels. Het is nog niet met zekerheid in een familie ingedeeld (Incertae sedis). Het bevat alleen de soort Grandiniochaete latecontexta.